# Lesson XX
『Lesson XX』（レッスン ダブルエックス）は、おおなぎえい作の日本のBL小説。イラストは門地かおりによる。1995年に全1巻でOVA化されている。

## あらすじ
大学受験を控えた高校三年の夏休み。巷では受験勉強だと騒いでいるが、今の僕の心を占めているのはそんなことじゃなかった。そう、はっきり一言で言ってしまうと僕、杜藤静は奴、桜一太郎とどうやら、やりたいらしいのだ。しかし、問題の桜という男は、その手のコトには全く興味を示すはずもなし。哀しいかな、僕の想いは若さ故の“好奇心”として留めておくはずだった。揺れる思春期の“オトコゴコロ”を原寸大で、両サイドから描いたステップストーリー。

## 登場人物
杜藤静声 - 飛田展男
桜一太郎声 - 金丸淳一
東尾純平（ひがしお じゅんぺい）声 - 西村智博
正人（まさと）声 - 塩沢兼人
春奈（はるな）声 - 鈴鹿千春
酒瀨川美咲（さかせがわ みさき）声 - 富沢美知恵
前川（まえかわ）声 - 金丸日向子

## スタッフ
- 原作 - おおなぎえい（青磁ビブロス刊）
- 監督 - 広尾倫
- 脚本 - 大山英亮
- 演出・絵コンテ - 咲追巳椙
- キャラクターデザイン - 近永早苗
- 作画監督 - 安藤奈津
- 原画 - 田中二郎、内野明雄、金海由美子、江田玲子、村松尚雄、宮崎なぎさ、神戸洋行、岡田衆広、桑原周枝、八木元喜、さとうしげき、他
- 動画チェック - 川崎浩充
- 色彩設計 - 児玉尚子
- 色指定 - 永吉朋子
- 美術監督 - 長尾仁
- 撮影監督 - 小澤次雄
- 音楽 - 林政宏
- プロデューサー - 福田勝、広田武
- 協力 - 青磁ビブロス、小説BE・BOY編集部
- 制作 - SIDO LIMITED
- 製作・著作 - 大映株式会社

## 主題歌
エンディングテーマ「いつか別れる君へ」
作詞 - ひろたたけし / 作曲 - 眞田尾人 / 歌 - REVOLVER

## 関連商品

### 音楽CD
- Lesson XX サウンドトラック （日本コロムビア 1994年12月21日発売） COCC-12035

### VHS
- Lesson XX （大映ビデオ 1995年4月7日発売） MFH-1394

| スタブアイコン | サブスタブ | この項目は、まだ閲覧者の調べものの参照としては役立たない、文学に関連した書きかけの項目です。この項目を加筆・訂正などしてくださる協力者を求めています（P:文学、PJ:ライトノベル）。項目が小説家・作家の場合には{Writer-substub}を、文学作品以外の本・雑誌の場合には{Book-substub}を貼り付けてください。 |